# Sal Endre
Sal Endre (Budapest, 1972. január 11. –) magyar író, újságíró.

## Szakmai pályafutása
1992 és 1994 között az Esti Hírlap sportrovatának a munkatársa. 1994 és 2005 között a Nemzeti Sport munkatársa. 2006-tól 2011-ig a Képes Sport hetilap főszerkesztője, 2009-től 2011-ig a Nemzeti Sport főszerkesztő-helyettese, a Nemzeti Sport Magazin havilap főszerkesztője, a Sport & Style havi magazin főszerkesztője. 2013-tól 2017-ig a Bors napilap főszerkesztő-helyettese. 2017-től 2019-ig Pécel Város Önkormányzatának kommunikációs vezetője, a Péceli Hírek havilap főszerkesztője. 2019 óta a Mandiner főmunkatársa.
2017 márciusában indította útjára a Facebookon az Újságmúzeum nevű kulturális oldalt, amelynek 2023-ra közel 200 ezer követője lett.
2018-ban magánkiadásban jelentette meg a négykötetes Újságmúzeum-legendák című kiadványát. 2019-ben jelent meg az újabb könyve, a Mi, Magyarok a Libri Kiadó gondozásában. 2020-ban alapította meg az ujsagmuzeum.hu weboldalt, amelynek tulajdonosa és főszerkesztője is egyben. 2020-ban jelent meg a Mi, Magyarok a századelőn című kötete, majd a következő évben a Nemzeti Hauszmann Programmal együttműködve a Mestermű születik című könyve, amely a budai Vár régmúlt életébe enged bepillantást. 2021-ben a Mi, Magyarok sorozatban jelent meg a színészlegendák életével foglalkozó újabb könyve, Mi, Magyarok a színpadon címmel. 2022-ben a Fiumei úti sírkertben nyugvó híres és kevésbé híres emberek életét kutatta, s ebből készül a Hősök és kalandorok című újabb kötete. 

## Magánélete
Házas, három gyermek édesapja. 

## Művei[2]
- Hősök és kalandorok (2022)
- Mi, Magyarok a színpadon (2021)
- Mestermű születik (2021)
- Mi, magyarok a századelőn (2020)
- Mi, magyarok (2019)
- Újságmúzeum-legendák (2018)